# Pseudobiotus hirsutellus
Espèce
Pseudobiotus hirsutellus est une espèce de tardigrades de la famille des Isohypsibiidae.

## Distribution
Cette espèce est endémique d'Israël.

## Publication originale
- Pilato, Lisi & Binda, 2010 : Tardigrades of Israel with description of four new species. Zootaxa, no 2665, p. 1-28.